# Polypodium espinosae
Polypodium espinosae är en stensöteväxtart som beskrevs av Charles Alfred Weatherby. Polypodium espinosae ingår i släktet Polypodium och familjen Polypodiaceae. Inga underarter finns listade.